# Eudorylas amanii
Eudorylas amanii är en tvåvingeart som beskrevs av Foldvari 2003. Eudorylas amanii ingår i släktet Eudorylas och familjen ögonflugor.
Artens utbredningsområde är Tanzania. Inga underarter finns listade i Catalogue of Life.